# 东伦费尔德
东伦费尔德是德国石勒苏益格－荷尔斯泰因州的一个市镇。总面积17.89平方公里，总人口5112人，其中男性2559人，女性2553人（2011年12月31日），人口密度286人/平方公里。